# Henry Gray
Henry Gray (Londen, 1827 – aldaar, 1861) was een Brits anatoom en chirurg, die vooral bekend is geworden als schrijver van het leerboek over anatomie Gray's Anatomy.

## Levensloop
Gray was vanaf 1845 student aan het academisch ziekenhuis St. Georges Hospital in Londen, waar hij later zelf lesgaf in anatomie. In 1852 werd hij lid van de Royal Society.
In 1858 publiceerde hij zijn Gray's Anatomy, dat was geïllustreerd door zijn vriend en vakgenoot Henry Vandyke Carter.
Hij overleed aan pokken en ligt begraven op Highgate Cemetery in Londen.